# Carolin Dietrich (Schauspielerin)
Carolin Dietrich (* 22. November 1994 in Freiburg im Breisgau) ist eine deutsche Schauspielerin.

## Leben und Karriere
Bereits während der Schulzeit am Alexander-von-Humboldt-Gymnasium in Lauterbach war Carolin Dietrich in der Theatergruppe aktiv. Nach dem Abitur in Darstellendes Spiel schloss sie sich der Theatergruppe der örtlichen Musikschule an. Neben einem Praktikum im administrativen Bereich am Künstlerhaus Mousonturm in Frankfurt am Main machte sie eine Schauspielausbildung in Stuttgart an der Live act Akademie der Schauspielkunst. Mit der Akademie ging sie mit dem Stück Ferlock Hones, Miss Parmle und das Geheimnis des verschwundenen Erzählers auf Tournee, in dem sie die Titelrolle der Ferlock Hones spielte. Daneben nahm sie an verschiedenen Schauspiel- und Tanz-Workshops teil.
Nach ersten kleinen Rollen in Fernseh- und Kinofilmen spielte sie im Jahr 2014 neben Maren Kraus die zweite Hauptrolle der Maria in Moritz Bolls Film Elise. Weitere Hauptrollen in Kurzfilmen folgten, darunter in Lara Pansegraus Date op de Diek, der 2018 auf dem Filmfest Schleswig-Holstein aufgeführt wurde. Von Mai bis August 2019 (Folge 2876 bis Folge 2951) war sie in der Telenovela Rote Rosen in der Rolle der Paula Nissen zu sehen.

## Filmografie (Auswahl)
- 2013: Der erste Weltkrieg im Südwesten (Fernsehdoku)
- 2014: Elise
- 2014: Julia, oh Julia (Kurzfilm)
- 2015: Irgendwo Zuhause (Kurzfilm)
- 2017: So weit das Meer (Fernsehfilm)
- 2017: Date op de Diek (Kurzfilm)
- 2019: Rote Rosen (Fernsehserie)

### Musikvideos
- 2017: Shining (Sabrina Hrovatin)[3]

## Auszeichnungen
- 2016: Best Actress (nominiert; für Irgendwo Zuhause), Best Independents International Filmfestival (Karlsruhe)